# Henriette Sjöberg
Wilhelmina Henrietta Sofia Sjöberg (Linköping, 6 de abril de 1842-Estocolmo, 6 de febrero de 1915) fue una artista y artista gráfica sueca. Conocida como autora de ilustraciones botánicas.

## Biografía y creatividad
Henrietta Schöberg nació en Linköping en 1842. Pasó su infancia y adolescencia en Estocolmo. A la edad de diecisiete años, se matriculó en la Escuela de Artesanía (en sueco: Slöjdskolan), que acababa de empezar a aceptar mujeres. Estudió allí, de forma intermitente, durante unos diez años, trabajando en paralelo, y se graduó de la escuela con medallas de bronce y plata en dibujo y grabado.
Desde que ingresó a la escuela hasta 1875, Henrietta Schöberg trabajó como grabadora para una empresa litográfica. A través de esta empresa conoció al botánico Nils Johan Andersson, quien la invitó a dedicarse a la ilustración botánica. Bajo la guía de la artista Anna Tigerhielm, la esposa de Andersson, comenzó a hacer dibujos de plantas en acuarela.
Posteriormente, Andersson contrató a Henrietta como ilustradora botánica en la "Royal Academy of Agriculture", incluso para dibujar plantas afectadas por una enfermedad en particular. Los dibujos de Schöberg se publicaron en la Academia y en la revista de la Sociedad Sueca de Jardinería.

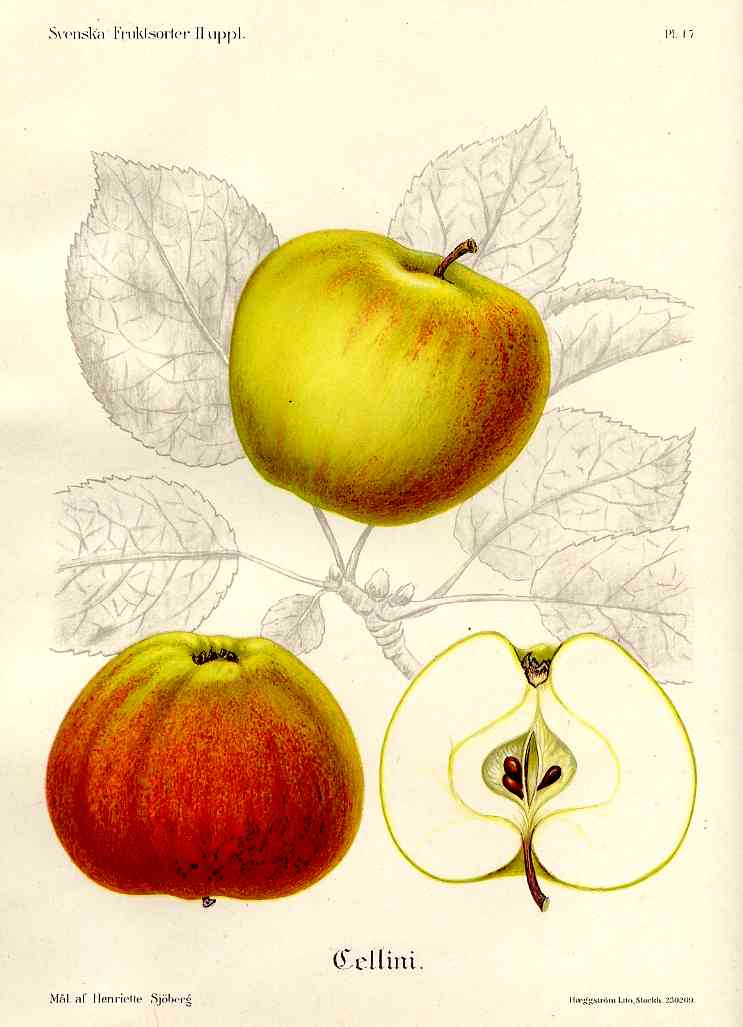
Manzanas Cellini. Cromolitografía, aprox. 1910

De 1880 a 1896, la artista participó en un proyecto a gran escala, cuyo propósito era recopilar información sobre plantas cultivadas en Suecia, con descripciones completas y recomendaciones prácticas para su cultivo. Se planeó recopilar toda esta información en una publicación ricamente ilustrada. Inicialmente, se asumió que habría alrededor de 600 ilustraciones, pero el proyecto no se completó, incluso debido al rápido desarrollo de la agricultura, que hizo imposible una revisión integral de las especies y variedades presentadas. Sin embargo, Henrietta logró realizar unas 400 ilustraciones: principalmente cereales, pero también patatas, remolachas, zanahorias, peras, ciruelas, grosellas, fresas, frambuesas, etc. Las ilustraciones se realizaron en acuarela y combinaron precisión científica con libertad artística; Las plantas se representaron tanto en su totalidad como en detalles separados. Actualmente, algunos de ellos se encuentran en exhibición en el Museo Nórdico.
Después de que se detuviera el trabajo en el proyecto, Henrietta asumió una nueva tarea: cien carteles botánicos de pared para escuelas. Además, ha realizado dibujos para un proyecto de la Sociedad Sueca de Jardinería llamado «Variedades de frutas suecas en ilustraciones en color». La edición se publicó entre 1899 y 1912, después de lo cual se publicó en un volumen y dio a conocer el nombre de Schöberg no solo en Suecia, sino también en el extranjero.
En 1901, Schöberg recibió un puesto como profesora de dibujo y pintura en la Escuela de Jardineros de la Academia Agrícola, donde trabajó hasta el final de su vida. Sus pinturas murales para la educación escolar se mostraron en la Exposición de Estocolmo en 1897 y en la Exposición de París en 1900. Sus pinturas botánicas han sido muy valoradas, incluso fuera de Suecia. También fue profesora de dibujo en su asignatura en la escuela de jardinería de la Academia Agrícola. 
La obra de Sjöberg está representada en el Museo Nacional de Estocolmo, el Museo de la Ciudad de Gotemburgo, Museo Malmö, Nordiska museet y el Museo Sörmland.
Murió en 1915 en Estocolmo, y está enterrada en el cementerio de Norra en las afueras de Estocolmo.